# Windows Neptune
Neptune bylo předběžné označení pro nedokončenou verzi operačního systému Microsoft Windows z roku 1999. Mělo se jednat o nástupce v té době zastarající řady Windows 9x běžící na jisté formě DOSu, který by stavěl na Windows 2000 a byl by tak první verzí Windows určenou pro domácí uživatele, která by využívala modernější jádro NT. Většina faktů známých o projektu Neptune pochází z dokumentů, které byly zveřejněny při soudním sporu mezi Spojenými státy a Microsoftem.

## Historie

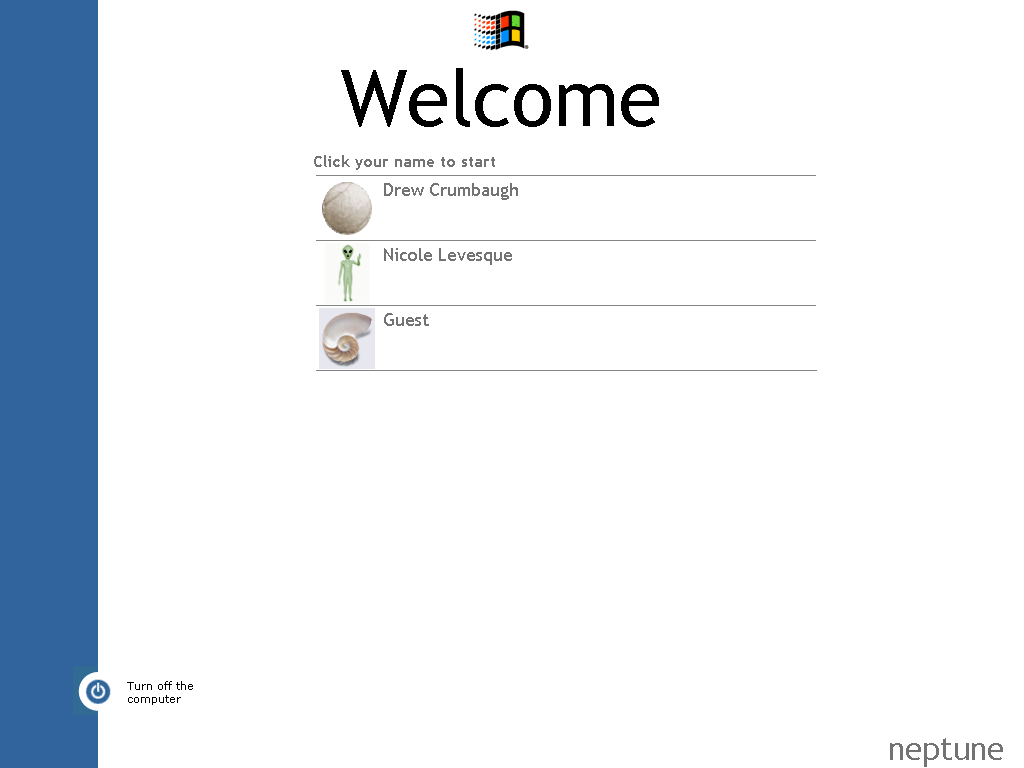
Přihlašovací obrazovka ze sestavení 5111 projektu Neptune

První zmínky o projektu Neptune pochází z interního dokumentu z února 1998, který zmiňuje "NT NepTune" jako hlavní verzi následující po Windows 2000, v té době ještě označovaném jako NT 5.0. Neptune je zde popsán jako první verze NT, která by byla působivá pro spotřebitele, se zjednodušeným prvotním nastavením, vestavěnou nápovědou, vylepšenou podporou domácích sítí a dokonce i některými prvky pro zabránění pirátství.  Systém měl být prodáván ve třech různých verzích nazvaných Entry-Level, Standard a High-End a počítalo se i se 64bitovou verzí. Prvotní verze systému měla být vydána v březnu 2000 a plánovalo se pro něj vydat 5 Service Packů. V dokumentu je zmíněn i jeho nástupce pod názvem Triton, který měl být na trh uveden o rok později a který by vyplnil prostor mezi Neptune a další hlavní verzí Windows.
Podle prvotních plánů měl Neptune nahradit Windows 98. Z důvodu skluzu při práci na Windows 2000 a Neptune však byl v dubnu 1999 oznámen Windows Me jakožto poslední produkt z rodiny Windows 9x. Při vývoji Windows Me byly použity některé komponenty z projektu Neptune.
Za dobu existence projektu Neptune bylo testerům na sklonku roku 1999 předáno pouze jedno sestavení s číslem 5111, které bylo zkompilováno 11. prosince 1999 a během roku 2000 uniklo na veřejnost. Toto sestavení, ačkoliv bylo teprve z velmi raného stádia vývoje, již obsahovalo některé funkce, jako byla nová přihlášovací obrazovka, části prostředí Activity Centers a nativní podporu firewallu.
V lednu 2000 byl tým pracující na projektu Neptune sloučen s týmem Odyssey. Tento spojený tým pracoval na novém projektu nazvaném Whistler, který převzal mnohé z cílů projektu Neptune a ze kterého na konci roku 2001 vzešel operační systém Windows XP.

## Plánované nové funkce

### Přihlašovací obrazovka
Windows Neptune měl přinést novou přihlašovací obrazovku, která se později přesunula do Windows Whistler, ze kterého se nakonec stal Windows XP.
Na rozdíl od přihlašovací obrazovky ve Windows XP, před samotnou obrazovkou a po výběru uživatele (a zadání hesla) se ukázal standardní dialog MSGINA, stejně jako ve Windows 2000.

### Activity Centers
Uniklé sestavení 5111 obsahuje části prostředí zvaného Activity Centers, které bylo založené na technologii HTA (HTML Application) a dnes by se dalo přirovnat k rozhraní Metro známému z Windows 8. Hlavní součástí tohoto prostředí byla tzv. centra pro různé každodenní činnosti. V dostupných konceptech lze spatřit centra pro fotografie, hudbu, komunikaci a hry, podobně zpracované uživatelského rozhraní měla mít i systémová nápověda. Prostředí také zahrnovalo úvodní obrazovku nápadně připomínající novou nabídku Start v později vydaných Windows XP. 

## Komponenty
Windows Neptune měly obsahovat uživatelské rozhraní založené na HTML označené jako Forms+, připojitelnost Universal Plug and Play (UPnP), WinTone vizi Billa Gatese a jádro NT použité ve Windows 2000 (od té doby, co bylo přejmenováno na Windows Engine).
Některé ze změn, které byly představené ve Windows Neptune, jako například základní firewall pro připojení k Internetu nebo k síti, byly později integrovány do Windows XP jako Firewall připojení k Internetu (Internet Connection Firewall), který byl později přejmenován na Windows Firewall.
Všeobecně se ví pouze o existenci několika sestavení Windows Neptune, z nichž nejznámější je build 5111.

## Číslování buildů
Windows Neptune Alpha 2 měl přiděleno číslo sestavení 5111, jelikož projekt Neptune, ačkoliv stavěl na jádře NT, měl navazovat na linii Windows 9x. V případě Windows Neptune se tedy pokračuje v číslování buildů podle řady Windows 9x (Windows Me měl číslo sestavení 3000) bez návaznosti na číslování řady Windows NT – například Windows 2000, jejichž konečné vydání bylo zkompilováno ve stejném týdnu jako sestavení 5111, nesly číslo sestavení 2195. V červnu 2005 bylo sestavení Windows Vista Beta 1 přiděleno číslo 5112.